# Коммандер
Комма́ндер (англ. Commander) — воинское звание в военно-морских силах и морской авиации государств и стран Британского Содружества и бывшей Британской империи, США и некоторых других государств и стран. 
В системе рангов NATO имеет код OF-4. В ВМФ СССР/России соответствует званию капитан 2-го ранга. Соответствует армейскому подполковнику (сухопутных сил). Также является гражданским званием в полиции, пожарной охране и подобных военизированных службах в некоторых странах (США, Канады и Австралии).

## Воинское звание

Нарукавная нашивка коммандера (Королевский флот)

### Великобритания
Впервые звание коммандер (полностью — англ. Master and Commander, с 1794 сокращено до Commander) было введено в Королевском флоте около 1775 года. Звание было промежуточным между лейтенантом и капитаном. Было введено для офицеров, командующих кораблями без ранга (англ. unrated) и так называемых Post Ships. До этого кораблями без ранга командовали лейтенанты, а Post Ships — полные капитаны. Умножение числа и одновременно разнообразия (от 6 ранга до лёгких кораблей — шлюпы, тендеры, шхуны и т. д.) потребовало выделить специальное звание.
В Королевском флоте офицер в звании коммандер обычно командует кораблём класса фрегат или эсминец, подводной лодкой, авиаэскадрильей, или береговой частью.
С 1827 года существует также флотское звание на один ранг младше — коммандер-лейтенант (англ. Lieutenant Commander, буквально «заместитель коммандера»), соответствующее армейскому майору (капитану 3-го ранга).

### Австралия
В Австралийском флоте положение коммандера аналогично, кроме того, к нему приравнены (без ношения знаков различия) капелланы с 1 по 3 разряд.

### Канада
В Канадском флоте положение коммандера полностью аналогично британскому.

### США

Знаки различия коммандера (ВМС ВС США), на форме одежды.

В Американском флоте звание коммандер произошло от фр. Master Commandant, аналогичного британскому Master and Commander. Развивалось по несколько иному пути, но отличия от британского незначительны. Звание существует также в Береговой Охране, Медицинском корпусе и в Офицерском корпусе Национального океанографического управления.
Также в ВМФ ВС США существует и звание коммандер-лейтенант, которое на один ранг выше лейтенанта и ниже коммандера.

### Польша
В ВМС Польши с 1921 года существуют звание "командор", которое соответствует армейскому полковнику и капитану I ранга, а также нижестоящие звания  "командор-поручик" и "командор-подпоручик" пол. Komandor podporucznik, Komandor porucznik, Komandor).

### Неформальное употребление
В англоязычных странах англ. Commander часто неформально употребляется как эквивалент рус. командир для обращения к людям, выполняющим обязанности командующего подразделением. Однако официально более распространён термин «командующий офицер» (англ. Commanding Officer (CO)), а в ВМФ для должности командира судна — «капитан» (англ. Captain).

## Гражданское звание
Звание коммандер широко применяется в государственных военизированных организациях (пожарная охрана, гражданская оборона) и в полициях некоторых государств (Великобритания, Австралия, Канада) и крупных городов США (Лос-Анджелес, Нью-Йорк, Чикаго).

## Коммандеры в популярной культуре
- Джеймс Бонд имеет звание коммандера ВМФ Великобритании на протяжении всех романов и фильмов о нём. Это же звание носил автор романов о Бонде Ян Флеминг.
- Шепард из трилогии Mass Effect также имеет такое звание (но из-за незнания или нежелания разбираться в этом вопросе - в русской локализации он стал капитаном, что является большой ошибкой).
- Стив Макгарретт из сериала Гавайи 5.0 также имеет такое звание.
- Уильям Райкер — старший помощник капитана Пикара имел звание коммандер в сериале «Звёздный путь: Следующее поколение». Это же звание носит офицер по науке и старший помощник «Энтерпрайз» Спок, в оригинальном сериале «Звездный путь».
- Джеффри Синклер — командир станции «Вавилон-5», а позже его заместитель Сьюзен Иванова имели такое звание.
- Билли Блэйз — 8-летний мальчик-гений, который перемещается в пространстве под псевдонимом «Commander Keen».
- Сэмюэль Ваймс из произведений Терри Пратчетта о Плоском мире — был произведён в коммандеры (в русских переводах — в командоры) в одной из книг подцикла, посвящённого Ночной Страже Анк-Морпорка.
- Крилл, старпом-предатель с линкора «Миссури» в фильме «В осаде».
- Люк Скайуокер (коммандер Альянса повстанцев), Асока Тано и другие джедаи-коммандеры, КК-2224 «Коуди» и другие клоны-коммандеры Галактической Республики в эпоху Войн клонов из вселенной «Звёздных войн».
- Дэвид Мэйсон, протагонист Call of Duty: Black Ops 2 носит это звание.
- Эрик Лассард, ректор Полицейской Академии, носит это звание